# Bei Di

Diagramme de Wufang Shangdi provenant de Huainanzi

Bei Di (chinois : 北帝; pinyin : běi dì, cantonais : Pak Tai, empereur du Nord) est un dieu taoïste. C'est un des Cinq empereurs qui depuis les Han sont associés chacun à un orient (nord, sud, est, ouest et centre) selon la théorie des cinq éléments, et l'une des formes de Zhenwudadi. A Hong Kong et Macao, ils sont considérés comme des divinités du vent. Pak Tai est de plus dieu des eaux, élément associé au Nord comme la couleur noire. Son animal totem est la tortue noire.
Les chinois célèbrent son anniversaire le 21 avril.
Il est l'un des Wufang Shang Di.